# Buntonia sublatissima
Buntonia sublatissima is een mosselkreeftjessoort uit de familie van de Trachyleberididae. De wetenschappelijke naam van de soort is voor het eerst geldig gepubliceerd in 1906 door Neviani.